# Signiforídeos
Signiforídeos (Signiphoridae) é uma família de himenópteros que inclui cerca de 80 espécies em 4 gêneros.

## Diagnose
Signiphoridae variam de 0,5 a 2 mm de comprimento. Normalmente possuem coloração escura (marrom, preto) ou com tonalidades amareladas; esporadicamente podem apresentar detalhes em branco ou rosado. Nunca apresentam coloração metálica. A esculturação é muito leve, em comparação a outros grupos de Chalcidoidea como Chalcididae e Eurytomidae.
As principais características diagnósticas são:
- Metassoma séssil(ausência de "cintura de vespa"); o propódeo com uma área mediana triangular;
- Antena com clava grande, não-segmentada e artículos do funículo (1-4) reduzidos a anelos, inserida na ou pouco acima da margem inferior da cabeça;
- Asas praticamente sem setas na membrana, mas com cerdas marginais longas.

## Biologia e Distribuição
Chartocerus e Thysanus são cosmopolitas. O único registro de Clytina é do leste europeu. Signiphora, o gênero que contém mais da metade das espécies descritas, é em grande parte neotropical.
As espécies com biologias conhecidas são ou parasitóides ou hiperparasitóides. A grande maioria está relacionada a cochonilhas, pulgões e outros hemípteros (Sternorrhyncha), mas também há casos de parasitismo de moscas galhadoras (Chloropidae) (Clytina) e outras moscas predadoras de cochonilhas (Drosophilidae, Chamaemyiidae) (Signiphora, Chartocerus).